# Nguyên nhân biểu tình tại Hồng Kông 2019
Có rất nhiều nguyên nhân đằng sau những năm 2019 cuộc biểu tình Hồng Kông. Nguyên nhân trực tiếp của cuộc biểu tình là luật đề xuất của dự luật dẫn độ Hồng Kông năm 2019. Tuy nhiên, những nguyên nhân khác cũng đã được chỉ ra, chẳng hạn như yêu cầu cải cách dân chủ, sự sự mất tích của các nhân viên Causeway Bay Books hoặc nỗi sợ mất "mức độ tự chủ cao" nói chung. Các hành động sau đó của cảnh sát, cũng như những gì được coi là một quá trình lập pháp bất hợp pháp của dự luật, đã gây ra các cuộc biểu tình bổ sung trên toàn thành phố.

## Nguyên nhân

### Cải cách dân chủ
Một nguyên nhân cơ bản của các cuộc biểu tình có thể là những gì mọi người cho là chậm trễ của tiến độ cải cách dân chủ.
Vào thời điểm các cuộc biểu tình, một nửa số nhà lập pháp của Hội đồng Lập pháp (LegCo) đã được bầu trực tiếp làm cử tri địa lý, phần còn lại được các cử tri chức năng trả lại, trong đó chỉ có một số bộ phận của cử tri được bầu. Điều này đi ngược lại với một phần nhu cầu liên tục của dân số Hồng Kông về quyền bầu cử phổ thông kể từ khi bàn giao Hồng Kông cho Trung Quốc vào năm 1997. Thật vậy, mục đích cuối cùng để đạt được quyền bầu cử phổ thông được nêu trong Điều 45 của Luật cơ bản, bản hiến pháp thực tế của Hồng Kông:
…Đặc khu trưởng sẽ được chỉ định theo tình hình thực tế tại Đặc khu hành chính Hồng Kông và theo nguyên tắc tiến bộ dần dần và có trật tự. Mục đích cuối cùng là lựa chọn Trưởng Đặc khu theo quyền bầu cử phổ thông khi được đề cử bởi một ủy ban đề cử đại diện rộng rãi theo nguyên tắc dân chủ.

Và sau đó, cải cách bầu cử Hồng Kông 2014 đã được đa số bỏ phiếu chống. Điều đó đã đóng băng số lượng thành viên của Ủy ban bầu cử, cơ quan lựa chọn Đặc khu trưởng, hoặc lãnh đạo thành phố, tới 1.200 người, trong tổng số hơn 7,5 triệu người. Tuy nhiên, cải cách đề xuất chỉ biến Ủy ban bầu cử nói trên thành một ủy ban đề cử cho cuộc bầu cử "quyền bầu cử phổ quát" của Đặc khu trưởng.
Trong Hội đồng Lập pháp lần thứ 6, một số nhà lập pháp đối lập đã bị loại sau khi họ được bầu, như Yau Wai-ching, Sixtus Leung, Lau Siu-lai, Yiu Chung-yim, Nathan Law và Leung Kwok-hung. Những con số này không bao gồm những người bị loại là ứng cử viên, chẳng hạn như Agnes Chow và Ventus Lau. Họ được coi là không đủ điều kiện để ứng cử cho các cuộc bầu cử sơ bộ cho các ghế trống do sự không đủ điều kiện nói trên. Tòa án sau đó đã lật lại việc loại bỏ Agnes Chow và Ventus Lau, nhiều năm sau cuộc bầu cử phụ.
The Economist nói rằng người Hồng Kông đã vỡ mộng với lời hứa rằng "[Đảng Cộng sản Trung Quốc] cuối cùng cũng thực hiện [sic] cam kết mang lại cho họ nhiều nền dân chủ hơn ", như sau Phong trào Ô dù 2014 và cải cách bầu cử 2014-15," lời hứa [chỉ] chỉ có nghĩa là cơ hội bỏ phiếu cho ai đó mà đảng coi là hoàng gia". Trong khi Financial Times, vào ngày 12 tháng 6 năm 2019 (ngày biểu tình chống dự luật), đã tuyên bố: "Tuy nhiên, hầu hết mọi người ở Hồng Kông đều cảm thấy khó tin rằng bà Lâm đã mang đến cuộc khủng hoảng này [lưu ý biên tập: dự luật dẫn độ] mà không có sự giúp đỡ nào từ Bắc Kinh ".

### Sợ mất quyền và tự do cũng như bầu không khí "tự chủ cao độ" mà công dân HK quen được hưởng

#### Nhân viên Causeway Bay Books và Xiao Jianhua mất tích
Ngay cả trước khi dự luật dẫn độ Hồng Kông năm 2019 được đề xuất, công dân Hồng Kông đã nghi ngờ rằng các nhân viên Trung Quốc đại lục tham gia vào các cuộc biểu tình tư pháp ở Đặc khu hành chính (SAR), mặc dù những hành động đó là vi phạm Luật cơ bản.
Vào cuối năm 2015, các đặc vụ chính phủ Trung Quốc đã bắt cóc chủ sở hữu và một số nhân viên của Causeway Bay Books có trụ sở tại Hồng Kông, một cửa hàng sách bán các ấn phẩm nhạy cảm về chính trị, mang về Đại lục với tư cách nghi phạm đã vi phạm luật của Trung Quốc Đại lục. Lam Wing-kee, người bị biệt giam trong năm tháng và không thể thực hiện bất kỳ cuộc gọi điện thoại nào, tuyên bố rằng anh ta không có lựa chọn nào khác ngoài việc hợp tác đọc một lời thú nhận tội theo kịch bản. Ông đã bị từ chối đại diện pháp lý, buộc phải khai ra những người khác đồng lõa với ông trong việc xuất bản sách, và yêu cầu lật lại thông tin về các tác giả và khách hàng ẩn danh. "Họ muốn nhốt bạn cho đến khi bạn phát điên", ông nói. Khi được thả về Hồng Kông, Lâm đã trả lời công khai với giới truyền thông và kể câu chuyện của mình. Bởi vì ông không có gia đình ở Trung Quốc đại lục có thể bị trừng phạt, Lâm nói rằng anh ta dễ dàng nói thẳng hơn. Lâm nói rằng bản thân phải can đảm: "Tôi đã nghĩ về điều đó trong hai đêm trước khi tôi quyết định [kể] cho các bạn biết tất cả những gì đã xảy ra, ban đầu và hoàn toàn như tôi có thể... Tôi cũng muốn nói với cả thế giới. Đây không phải là nói cho tôi, đây không phải là nói về một hiệu sách, đây là cho tất cả mọi người. " 
Năm 2017, Xiao Jianhua, một tỷ phú đến từ Trung Quốc đại lục cư trú tại Hồng Kông, cũng đã bị bắt cóc và biến mất.
Những sự cố này được coi là một trong những nguyên nhân góp phần gây ra các cuộc biểu tình. Các nhà phê bình đã tuyên bố rằng Chính phủ Trung ương đang "phá vỡ sự độc lập của các tòa án và phương tiện truyền thông của [Hồng Kông]." Cũng có lo ngại rằng "chính quyền sẽ sử dụng [dự luật] để đẩy các nhà bất đồng chính kiến, các nhà hoạt động và những người khác ở Hồng Kông, bao gồm cả du khách nước ngoài, đến đối mặt với phiên tòa tại các tòa án đại lục, do đảng kiểm soát." 

## Cáo buộc bị ảnh hưởng bởi nước ngoài
Chính phủ trung ương Bắc Kinh cáo buộc các cuộc biểu tình đã bị ảnh hưởng bởi nước ngoài. Ip Kwok-him, cựu nhà lập pháp ủng hộ thành lập LegCo và là thành viên Hội đồng điều hành thường trực cũng đưa ra lời cáo buộc tương tự. Một sĩ quan cao cấp của Lực lượng Cảnh sát Hồng Kông (HKPF) nói với CNN rằng "họ không tìm thấy bằng chứng nào cho thấy các chính phủ nước ngoài tài trợ hoặc truyền cảm hứng cho phong trào phản kháng" trong một cuộc họp với một nhóm các nhà báo vào tháng 8.